# Stephen Silver
Stephen Silver (Londra, 30 agosto 1972) è un disegnatore e character designer inglese.

## Biografia
Silver ha iniziato la sua carriera professionale disegnando caricature nei parchi di divertimento nel 1992. 
Nel 1996 ha lavorato per l'azienda di abbigliamento No Fear, prima di ottenere il suo primo lavoro nell'animazione presso la Warner Bros. Animation nel 1997.
Nel campo dell'animazione, Silver è stato il principale character designer per le serie televisive: Kim Possible di Disney Channel, Clerks, e Danny Phantom di Nickelodeon (di cui è stato anche direttore artistico) e Due fantagenitori.

## Portfolio
- Histeria! (1998-2000)
- Clerks (2000)
- Finalmente Weekend! (2000-2004)
- Kim Possible (2002-2007)
- Due fantagenitori (2002-2016)
- Danny Phantom (2004-2007)
- Kim Possible - La sfida finale (2005)
- The Replacements - Agenzia sostituzioni (2008)
- I pinguini di Madagascar (2008-2010)
- The Cleveland Show (2009-2010)
- Piovono polpette (2009)
- Kick Chiapposky - Aspirante stuntman (2010)
- Scooby-Doo! Mystery Incorporated (2010-2011)
- The Looney Tunes Show (2011)
- Be Cool, Scooby-Doo! (2015-2016)
- Il viaggio di Norm (2016)